# Маль (Орн)
Маль (фр. Mâle) — колишній муніципалітет у Франції, у регіоні Нормандія, департамент Орн. Населення — 768 осіб (2011).
Муніципалітет був розташований на відстані близько 140 км на південний захід від Парижа, 130 км на південний схід від Кана, 55 км на схід від Алансона.

## Історія
До 2015 року муніципалітет перебував у складі регіону Нижня Нормандія. Від 1 січня 2016 року належав до нового об'єднаного регіону Нормандія.
1 січня 2016 року Маль, Жемаж, Л'Ермітьєр, Ла-Руж, Сент-Аньян-сюр-Ерр i Ле-Тей було об'єднано в новий муніципалітет Валь-о-Перш.

## Демографія
Динаміка населення (Insee ):
Розподіл населення за віком та статтю (2006):
| Стать | Всього | До 15 років | 15-24 | 25-44 | 45-64 | 65-85 | Понад 85 |
| --- | ------ | ----------- | ----- | ----- | ----- | ----- | -------- |
| Чоловіки | 400    | 112         | 28    | 108   | 92    | 56    | 4        |
| Жінки | 340    | 84          | 48    | 104   | 76    | 20    | 8        |
| \| Статево-вікова піраміда \| Статево-вікова піраміда \| Статево-вікова піраміда \| \| ----------------------- \| ----------------------- \| ----------------------- \| \| Чоловіки \| Вік \| Жінки \| \| 4 \| 85 + \| 8 \| \| 0 \| 80-84 \| 0 \| \| 12 \| 75-79 \| 0 \| \| 16 \| 70-74 \| 16 \| \| 28 \| 65-69 \| 4 \| \| 4 \| 60-64 \| 12 \| \| 12 \| 55-59 \| 12 \| \| 32 \| 50-54 \| 20 \| \| 44 \| 45-49 \| 32 \| \| 28 \| 40-44 \| 16 \| \| 20 \| 35-39 \| 36 \| \| 32 \| 30-34 \| 32 \| \| 28 \| 25-29 \| 20 \| \| 12 \| 20-24 \| 20 \| \| 16 \| 15-20 \| 28 \| \| 40 \| 10-14 \| 24 \| \| 36 \| 5-9 \| 32 \| \| 36 \| 0-4 \| 28 \| |        |             |       |       |       |       |          |
| Статево-вікова піраміда |        |             |       |       |       |       |          |
| Чоловіки | Вік    | Жінки       |       |       |       |       |          |
| 4 | 85 +   | 8           |       |       |       |       |          |
| 0 | 80-84  | 0           |       |       |       |       |          |
| 12 | 75-79  | 0           |       |       |       |       |          |
| 16 | 70-74  | 16          |       |       |       |       |          |
| 28 | 65-69  | 4           |       |       |       |       |          |
| 4 | 60-64  | 12          |       |       |       |       |          |
| 12 | 55-59  | 12          |       |       |       |       |          |
| 32 | 50-54  | 20          |       |       |       |       |          |
| 44 | 45-49  | 32          |       |       |       |       |          |
| 28 | 40-44  | 16          |       |       |       |       |          |
| 20 | 35-39  | 36          |       |       |       |       |          |
| 32 | 30-34  | 32          |       |       |       |       |          |
| 28 | 25-29  | 20          |       |       |       |       |          |
| 12 | 20-24  | 20          |       |       |       |       |          |
| 16 | 15-20  | 28          |       |       |       |       |          |
| 40 | 10-14  | 24          |       |       |       |       |          |
| 36 | 5-9    | 32          |       |       |       |       |          |
| 36 | 0-4    | 28          |       |       |       |       |          |

## Економіка
2010 року серед 489 осіб працездатного віку (15—64 років) 373 були активними, 116 — неактивними (показник активності 76,3%, у 1999 році було 77,4%). З 373 активних мешканців працювало 345 осіб (188 чоловіків та 157 жінок), безробітними було 28 (11 чоловіків та 17 жінок). Серед 116 неактивних 29 осіб було учнями чи студентами, 52 — пенсіонерами, 35 були неактивними з інших причин.

У 2010 році в муніципалітеті числилось 275 оподаткованих домогосподарств, у яких проживали 759,5 особи, медіана доходів виносила 17 982 євро на одного особоспоживача